# Служба загальної розвідки (Єгипет)
Служба загальної розвідки (араб. جهاز المخابرات العامة; «аль-Мухабарат аль-Амма»), часто називається просто «Мухабарат» — головна цивільна спецслужба Єгипту, відповідає як за внутрішню, так і зовнішню безпеку. Керівники служби, як правило, є вихідцями з армії.

## Історія

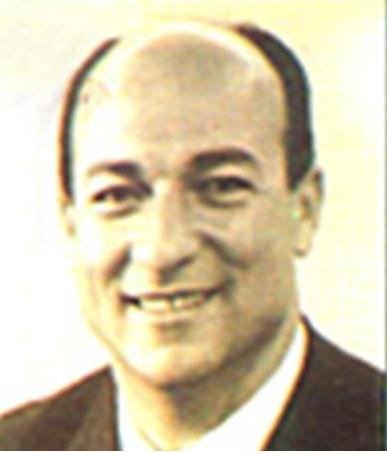
Закарія Мохі ед-Дін, перший директор Служби загальної розвідки

Рішення про створення єгипетської розвідки було ухвалено президентом Насером 1954 року, першим її керівником став один з найближчих соратників Насера Закарія Мохі ед-Дін. Спецслужби Єгипту формувались за сприяння ЦРУ США, в Каїрі перебував постійний представник ЦРУ з метою підтримання контактів з єгипетською владою. Одним з перших представників ЦРУ в Єгипті був Джеймс Іглбергер, який підтримував дружні стосунки з Хасанейном Хейкалом — головним редактором газети «Аль-Ахрам» і довіреною особою президента Насера. Хейкал і Майлз Копеленд, який працював на ЦРУ в Єгипті, написали книги, в яких розповіли про відносини єгипетського президента з ЦРУ[неавторитетне джерело][джерело?]
У 1950-их роках основними противниками єгипетської розвідки були спецслужби Ізраїлю та Саудівської Аравії. Найбільшого впливу Служба досягла за часів керівництва Салаха Аль-Насра (1957—1967), тоді єгипетська розвідка переїхала до власної будівлі та створила сучасну матеріально-технічну базу, включаючи відділ радіоелектронної розвідки й підрозділи таємних операцій. Для покриття витрат Служби була створена спеціальна фіктивна експортно-імпортна компанія. За часів існування Об'єднаної Арабської Республіки (1958—1971) єгипетські спецслужби «поглинули» свої сирійські відповідники, зокрема, до Служби загальної розвідки було включено головне управління безпеки Сирії, перейменоване на «Спеціальне бюро», до завдань якого входили найбільш «делікатні» операції — зокрема, проведення акцій саботажу чи терактів на території Ізраїлю. Після розпаду ОАР єгипетська розвідка зберегла свою структуру та функції.
Період кінця 1960-их – початку 1970-их (до 1972) вважається періодом найкращих відносин між радянською та єгипетською розвідками. Утім після смерті Насера його наступником став Анвар Садат, який поступово почав змінювати політичну орієнтацію з прорадянської на проамериканську. В результаті єгипетські спецслужби почали приділяти набагато більше уваги радянським військовослужбовцям, особливо командному складу (проводились негласні обшуки приміщень, де розміщувались офіцери радянської армії тощо).
Роль єгипетської розвідки у поразці Єгипту у війні Судного дня залишається маловивченою, хоча єгипетські джерела вважають вдалим проведення так званого «стратегічного плану обману» — комплексу заходів з дезінформації Ізраїлю щодо військових планів Єгипту з січня до жовтня 1973 року.
Після укладення сепаратного миру між Єгиптом та Ізраїлем 1979 року країни погодились не шпигувати одна проти одної, але реально ані та, ані інша сторона не дотримується тієї угоди — шпигунські скандали в Єгипті й Ізраїлі відбуваються досить регулярно.

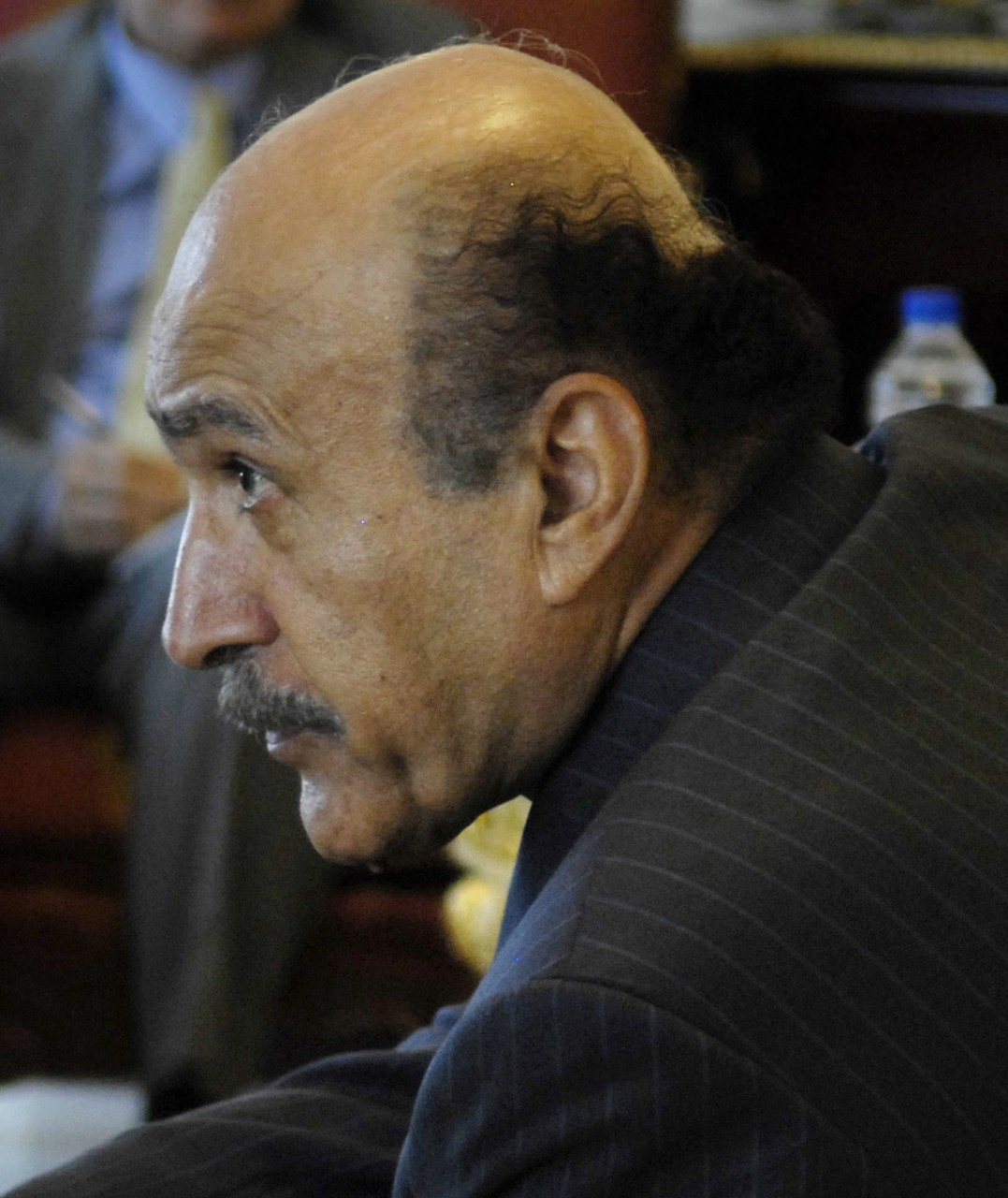
Омар Сулейман, директор Служби загальної розвідки у 1993 −2011 роках

Упродовж тривалого часу ім'я директора Служби було таємницею, відомою тільки вищим посадовим особам держави. Першим, хто порушив табу став Омар Сулейман, який очолював Службу з 1993 до 2011 року. 31 січня 2011 директором Служби був призначений генерал-майор Мурад Мувафі, у зв'язку з тим, що Омар Сулейман був призначений віце-президентом Єгипту під час Арабської весни 2011. 8 серпня 2012 року президент Мухаммед Мурсі відправив Мувафі у відставку, призначивши на той пост Мухаммеда Рафата Шехата.
Після державного перевороту в Єгипті, в результаті якого був повалений Мухаммед Мурсі, тимчасовий президент Адлі Мансур відправив у відставку Мухаммеда Рафата Шехата. На його місце назначили Мухаммеда Ахмеда Фаріда.

## Керівники
- Закарія Мохі ед-Дін (1954—1956)
- Алі Сабрі (1956—1957)
- Салах Аль-Наср Ногомі (1957—1967)
- Амін Хейді (1967—1970)
- Хафез Ісмаїл (1970—1970)
- Ахмад Камаль (1970—1971)
- Ахмед Ісмаїл Алі (1971—1972)
- Карім Ель-Лейті (1972—1973)
- Вагді Мосаад (1974—1978)
- Мухаммед Саїд аль-Махі (1978—1981)
- Фоад Нассар (1981—1983)
- Рафат Осман Джибріль (1983—1986)
- Камаль Хасан Алі (1986—1989)
- Омар Негм (1989—1991)
- Нур Ель-Дин Афефі (1991—1993)
- Омар Сулейман (1993—2011)
- Мурад Мувафі (2011—2012)
- Мухаммед Рафат Шехат (2012—2013)
- Мухаммед Ахмед Фарід (з 2013)